# Andrena melanospila
Andrena melanospila är en biart som beskrevs av Cockerell 1918. Andrena melanospila ingår i släktet sandbin, och familjen grävbin. Inga underarter finns listade i Catalogue of Life.